# Ovaro
Ovaro là một đô thị ở tỉnh Udine trong vùng Friuli-Venezia Giulia thuộc Ý, có cự ly khoảng 120 km về phía tây bắc của Trieste và khoảng 50 km về phía tây bắc của Udine. Tại thời điểm ngày 31 tháng 12 năm 2004, đô thị này có dân số 2.166 người và diện tích là 57,8 km².
Đô thị Ovaro có các frazioni (đơn vị cấp dưới, chủ yếu là các làng) Agrons, Cella, Chialina, Clavais, Cludinico, Entrampo, Lenzone, Liariis, Luincis, Luint, Mione, Muina, và Ovasta.
Ovaro giáp các đô thị: Ampezzo, Comeglians, Lauco, Prato Carnico, Ravascletto, Raveo, Sauris, Socchieve, Sutrio.